# 905型综合补给舰
青海湖號综合补给舰（北约称南仓级），曾用名：南运953（南仓号）。此船为Komandram Fedko级航母综合补给舰，于乌克兰赫尔松造船厂建造，为苏联海军航母编队配套，1993年航行至大连续建，1996年5月8号在大连造船厂码头交付南海舰队某基地勤务船大队，因混入718工程遠洋油水乾貨補給船的编队，也被認為是905型之一，不過她的排水量是同儕的近兩倍，故該工程真正名稱應該是908型运输补给舰，但718工程已經被作為1990年代一系列905型的代稱，誤稱為905型補給船的此船更是把905的名號獨佔，因此亦可稱呼之。只有一艘，是作為當時中國海軍最大的船而頗負盛名，印度也有前蘇聯生產的同款舰種，但由俄羅斯原裝。

## 介绍
船身长近200米，全船舱室近800个。有横向液货补给站、干货补给站和纵向液货补给站，可边航行边为多艘舰船补给油水和主副食品。可搭载两架直升机，有垂直补给点4个，可进行直升机垂直补给，该船横向补给系统，以液压设备操纵；直升机库采用伸缩式，如果只搭载一架直升机，机库可向里收缩，使直升机平台更宽敞；全船共有4个自动灭火站和一套自动喷淋装置；拥有摄像监控系统和污水、污物处理设备。

## 歷史
如前所述，中印手中的2艘舰虽为姊妹舰，但细节上却有许多差异。此船是2号舰，是由乌克兰赫尔松船厂建造，由大连造船厂改装，而印度购买的3号舰是由圣彼得堡海军上将造船厂建造，也是俄国负责的，故設計上很多地方變得不同。
該船的購買經過，是起源於南海舰队的遠洋油水乾貨補給船，X950的退役的緣故，在1989年，X950因為不明原因退出现役，转为民用。後來中方就開始尋找新的補給船，正好赴烏克蘭購買雪龍號時，有找到尚未完工的此艦，1993年中乌双方达成协议后，该船由乌克兰UT-505型“野牛”号拖船拖回了大连，到了2年後的12月20日，大连造船厂将该船改装完工。
1996年5月8日，该船正式交付南海舰队，加入905型远洋综合补给舰的隊伍，也因此並不是905型，卻冠了905之名，但其實908型排水量達到37000噸，是前者的兩倍左右，908型在發給南海舰队使用時，本來命名南运953号，2002年，海军将补给舰统一改名，南运953号重新命名，就是現名青海湖号（885）至今，是中國海军当时排水量最大的远洋综合补给船，青海湖号被誉为“海军第一船”長達20多年。